# IC 3343
IC 3343 је двојна звијезда у сазвјежђу Дјевица која се налази на листи објеката дубоког неба у Индекс каталогу.
Деклинација објекта је + 8° 52' 35" а ректасцензија 12h 26m 34,7s.